# Euodynerus succinctus
Euodynerus succinctus är en stekelart som först beskrevs av Henri Saussure 1852.  Euodynerus succinctus ingår i släktet kamgetingar, och familjen Eumenidae. Utöver nominatformen finns också underarten E. s. purgatus.